# The Reprieve: An Episode in the Life of Abraham Lincoln
The Reprieve: An Episode in the Life of Abraham Lincoln è un cortometraggio muto del 1908 diretto da Van Dyke Brooke che con questo film esordisce nella regia. 

## Trama
Guerra di secessione americana: nel bosco, una sentinella si siede, stanca, per riposare. Viene sorpresa dal generale con i suoi soldati che la trovano addormentata. Al quartier generale, il soldato viene degradato e condannato alla fucilazione. Il cappellano militare lo consola come può. Il soldato, presa carta e penna, scrive la sua ultima lettera alla moglie, chiedendole di cercare di intercedere per lui. In modo inatteso, arriverà la sospensione della condanna.

## Produzione
Il film fu prodotto dalla Vitagraph Company of America.

## Distribuzione
Distribuito dalla Vitagraph Company of America, il cortometraggio - della durata di quattro minuti - uscì nelle sale cinematografiche statunitensi il 20 giugno 1908, conosciuto anche con il titolo breve The Reprieve.